# Majdan Kukawiecki
Majdan Kukawiecki (prononciation : [ˈmai̯dan kukaˈvjɛt͡ski]) est un village polonais de la gmina de Wojsławice dans le powiat de Chełm de la voïvodie de Lublin dans l'est de la Pologne.
Il se situe à environ 5 kilomètres au sud-ouest de Wojsławice (siège de la gmina), 28 kilomètres au sud de Chełm (siège du powiat) et 75 kilomètres au sud-est de Lublin (capitale de la voïvodie).

## Histoire
De 1975 à 1998, le village est attaché administrativement à la voïvodie de Chełm.

Depuis 1999, il fait partie de la voïvodie de Lublin.